# Golden Gate Classic 1972
Il Golden Gate Classic 1972 è stato un torneo di tennis giocato sul cemento. È stata la 1ª edizione del torneo, che fa parte del Virginia Slims Circuit 1972. Si è giocato ad Albany negli USA dal 18 al 24 settembre 1972.

## Campionesse

### Singolare
Margaret Smith Court ha battuto in finale  Billie Jean King con il punteggio di 6–4, 6–1

### Doppio
Ann Haydon-Jones /  Billie Jean King hanno battuto in finale  Margaret Smith Court /  Lesley Hunt con il punteggio di 7–5, 2–6, 7–6